# آریستوتلیس اوناسیس
آریستوتلیس اُوناسیس (یونانی: Αριστοτέλης Ωνάσης؛ زاده ۱۵ ژانویه ۱۹۰۶ - درگذشته ۱۵ مارس ۱۹۷۵) یا آریستول اوناسیس (انگلیسی: Aristotle Onassis) یکی از کارآفرینان و ثروتمندان نامدار یونانی بود.

## زندگی
اوناسیس در یک خانواده متوسط یونانی در ازمیر کنونی در امپراتوری عثمانی به دنیا آمد و بعد از جنگ جهانی اول با خانواده‌اش به آرژانتین رفت. او نخستین کشتی‌های خود را در اوایل دهه ۱۹۳۰ خرید. در سال ۱۹۵۶ شرکت خدمات مسافرت هوایی و گردشگری المپیک را دایر کرد که در سال ۱۹۷۵ به دولت یونان واگذار کرد.
او در سال ۱۹۶۳ جزیره‌ای کوچک به نام اسکورپیوس را خرید و به تفرجگاه تابستانی خود تبدیل کرد. در این زمان او به عنوان یکی از بزرگترین و معروفترین کشتی داران مستقل دنیا، به ویژه در زمینه کشتی‌های نفتکش محسوب می‌شد. او با زنان متعددی از جمله ماریا کالاس رفت‌وآمد داشت و در ۲۰ اکتبر ۱۹۶۸، پنج سال پس از ترور جان اف. کندی رئیس‌جمهوری وقت آمریکا با ژاکلین اوناسیس ازدواج کرد.
اوناسیس در ۱۵ مارس ۱۹۷۵ در پاریس درگذشت. وی و فرزندانش در جزیرهٔ اسکورپیوس دفن شده‌اند.